# Escola Nacional d'Art M. K. Čiurlionis

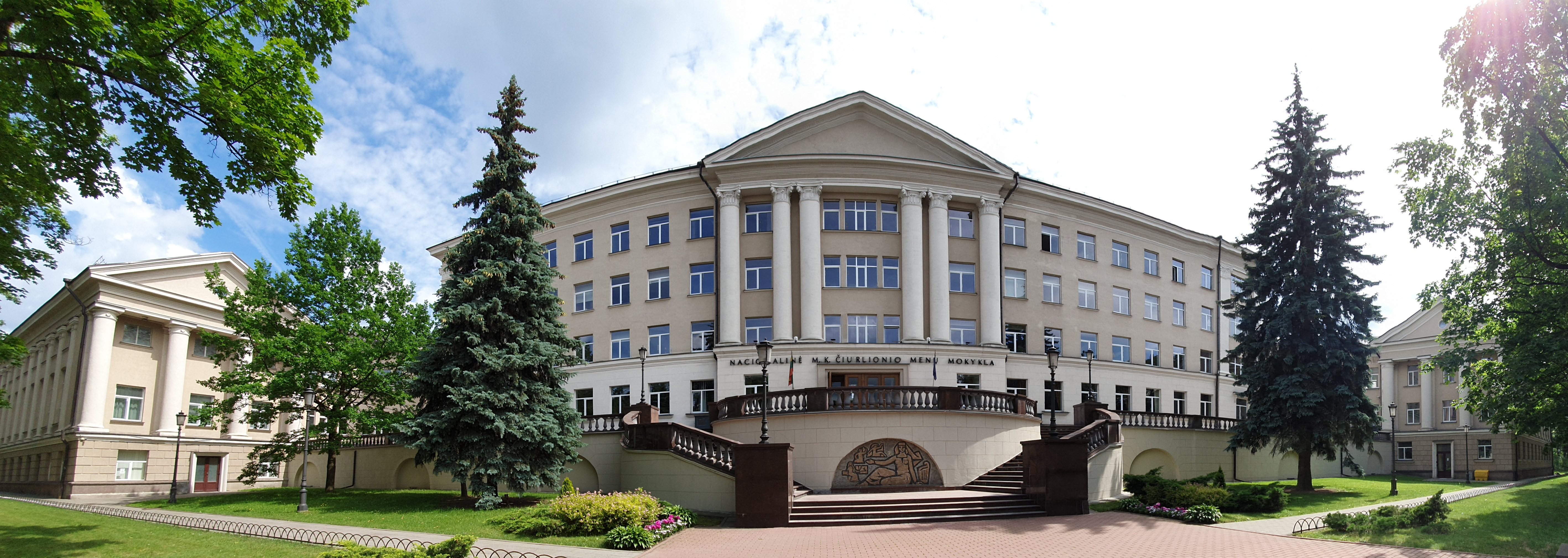
Escola Nacional d'Art M. K. Čiurlionis

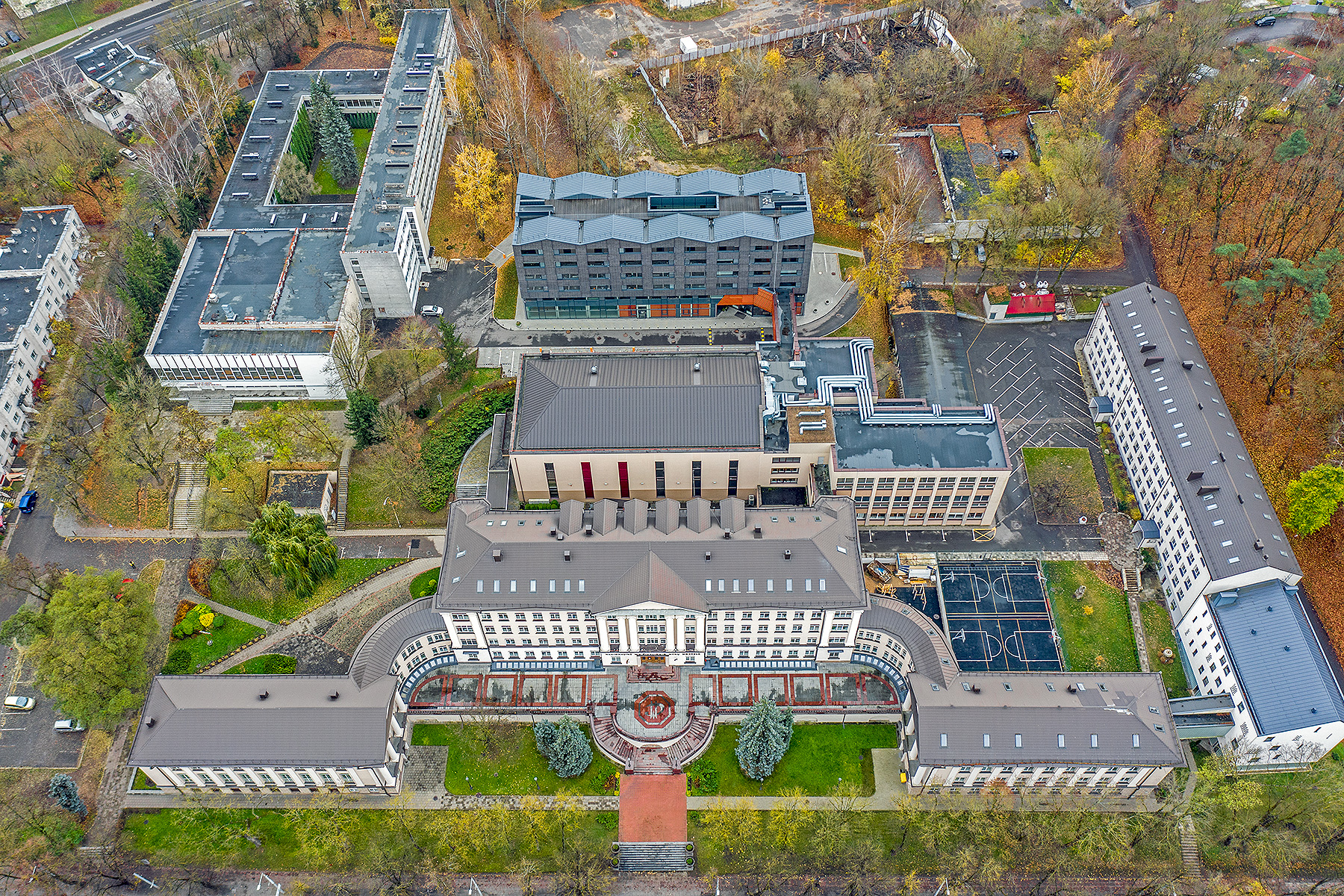

L'Escola Nacional d'Art M.K. Čiurlionis va ser fundada el 1945 en la ciutat de Vílnius capital de Lituània. Es diu així, des de 1965, en honor del famós pintor i compositor lituà Mikalojus Konstantinas Čiurlionis. És l'única escola a Lituània que abasta tot el cicle d'aprenentatge de dotze anys. Després del dotzè grau, i haver superat amb èxit els exàmens finals en temes generals i d'art, els alumnes reben un certificat de l'escola. L'aprenentatge és gratuït per als alumnes de Lituània, però no per als estrangers. Els nens superdotats de 6-7 anys se'ls permet unir-se a l'escola si les seves qualitats coincideixen amb determinats criteris de l'especialitat corresponent. L'escola també organitza cursos de formació i seminaris per a estudiants a l'estranger.

## Departaments
Hi ha tres departaments principals: Música, Belles Arts i Ballet. A partir de 2006, la plantilla està formada per 46 mestres d'educació general, 25 d'art, 88 de música i 25 de ballet.

### Departament de música
El Departament de música fa classes de piano, corda, vent, percussió i d'altres instruments, coral i teoria de la música. També és seu d'una orquestra de cordes júnior.

### Departament de Belles arts
El Departament de Belles arts ofereix els següents temes: pintura, gràfic, escultura i disseny. A més a més d'això, tots els alumnes estudien principis professionals de la història de l'art, antecedents teòrics, dibuix i d'altres disciplines artístiques. Els joves artistes han tingut les seves obres exposades al Japó, Països Baixos, Àustria, Suècia, Finlàndia i els EUA.

### Departament de ballet
El Departament ofereix cursos de ballet clàssic, de caràcter, duet i dansa històrica i la història del teatre, així com d'altres temes artístics. La formació d'un artista de ballet es divideix en tres etapes: la primera formació artística (graus 1-4), la formació de l'artista especialitzat amb les primeres competències professionals (graus 5-8) i una formació professional de dos nivells que comprèn els graus 9 a 10 i 11-13 graus. Se cita com una de les millors formacions al Bàltic.
Entre 1986 i 2001 el departament va ser una Escola de Ballet de Vílnius independent. Eglė Špokaitė s'hi va graduar el 1989. Petras Geniušas, Mūza Rubackytė, Gintaras Januševičius, Nomeda Kazlaus o Jolanta Valeikaitė també es troben entre els seus alumnes destacats.